# 波烏人口互換

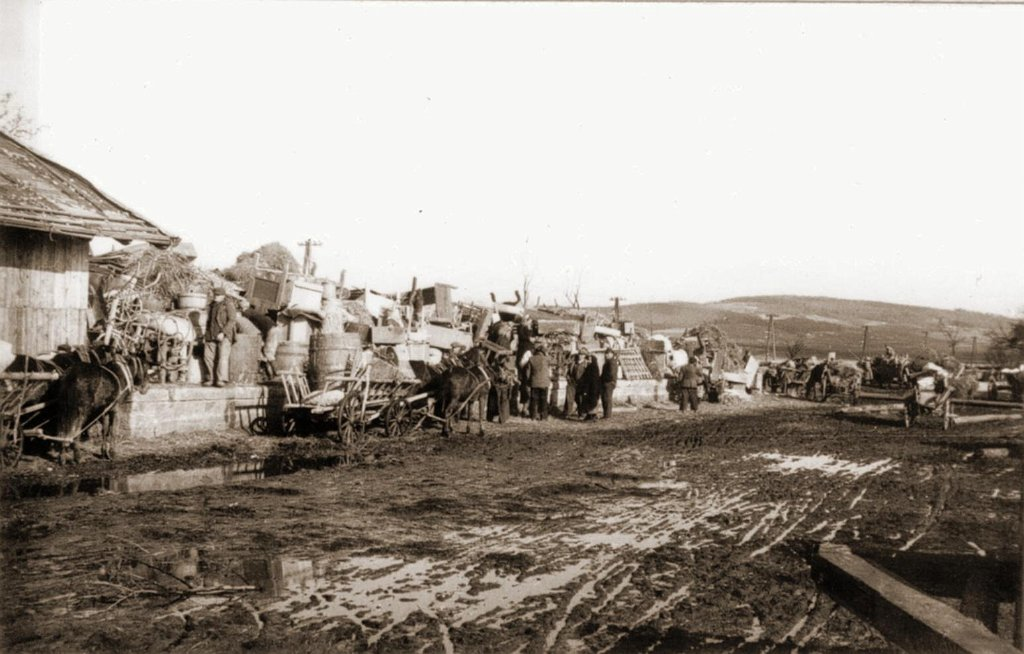
薩諾克縣的烏克蘭人，攝於1946年3月

第二次世界大战將结束时，乌克兰苏维埃社会主义共和国与新成立的波兰民族解放委员会于1944年9月9日签署条约，以協議波兰和苏维埃乌克兰之间進行人口交换。根据雅尔塔会议的决议，该交换规定将在波乌克兰人转移到乌克兰苏维埃社会主义共和国境内，另外将1939年9月17日（苏联入侵波兰之日）之前拥有波兰公民身份的在烏波兰人和犹太人转移到战后波兰境内。